# Kontroverse um den Bildungsplan 2015 (Baden-Württemberg)

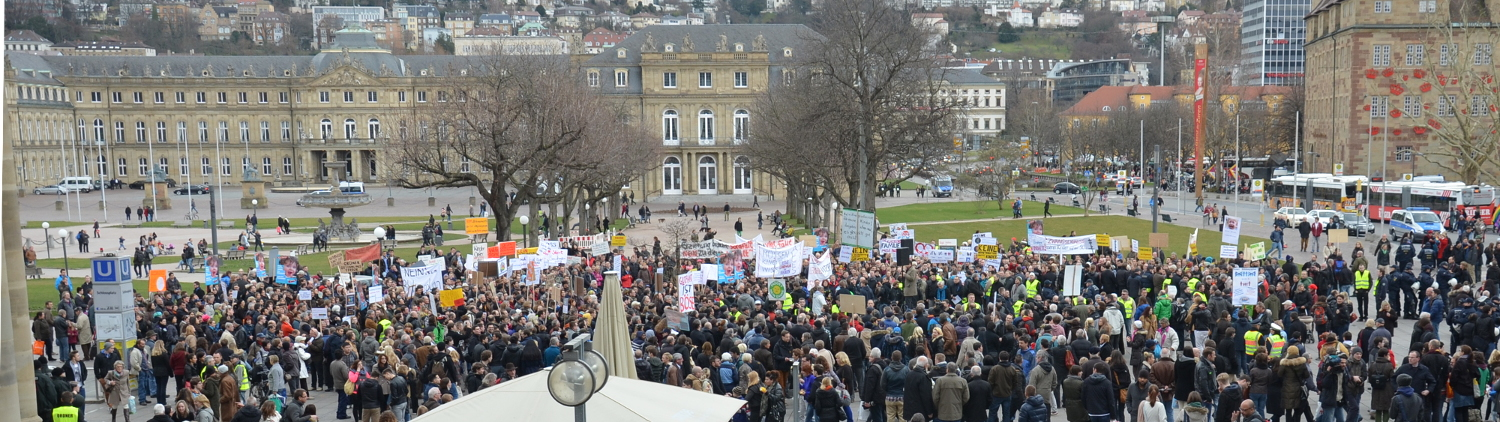
Zweite Demonstration gegen den Bildungsplan am 1. März 2014

Die Kontroverse um den Bildungsplan 2015 war eine bundesweite Debatte um ein Arbeitspapier der grün-roten Landesregierung in Baden-Württemberg im Vorfeld der Erstellung des neuen Bildungsplanes 2015. Ein Aspekt des Arbeitspapiers war die fächerübergreifende Behandlung der Akzeptanz homo- und transsexueller Vielfalt und verschiedener Lebensmodelle neben der klassischen Ehe. Diese Forderungen lösten starke Kritik vor allem konservativer und christlicher Verbände und Politiker aus, die darin eine Abwertung der klassischen Ehe, die Verletzung ihrer christlichen Werte, aber auch eine „Frühsexualisierung von Kindern" sahen. Teile dieser Kritik wurden wiederum als homophob kritisiert. Eine mehrmonatige öffentliche und bundesweite Debatte und mehrere Demonstrationen mit teilweise gewalttätigen Gegendemonstrationen waren die Folge. Als Folge wurde das Inkrafttreten des Bildungsplans auf den August 2016 verschoben und eine allgemeinere fächerübergreifende Toleranzrichtlinie entwickelt.

## Arbeitspapier zum Bildungsplan
Im November 2013 kam ein zu diesem Zeitpunkt unfertiges Arbeitspapier zur Reform des Bildungsplans der grün-roten Landesregierung Baden-Württembergs an die Öffentlichkeit.
Es umriss fünf sogenannte Leitprinzipien, die in Zukunft fächerübergreifend in der Schule behandelt werden sollten: Berufliche Orientierung, Bildung für nachhaltige Entwicklung, Medienbildung, Prävention und Gesundheitsförderung und Verbraucherbildung.
Laut der Entwurfsfassung sollten diese Leitprinzipien zusätzlich unter Gesichtspunkten der Akzeptanz sexueller Vielfalt berücksichtigt werden. Diese lauteten beispielsweise für das Leitprinzip Bildung für nachhaltige Entwicklung:
„Schülerinnen und Schüler kennen die verschiedenen Formen des Zusammenlebens von/mit LSBTTI-Menschen […]:
- klassische Familien, Regenbogenfamilien, Single, Paarbeziehung, Patchworkfamilien, Ein-Eltern-Familien, Großfamilien, Wahlfamilien ohne verwandtschaftliche Bande;
- schwule, lesbische, transgender und soweit bekannt intersexueller Kultur […] und Begegnungsstätten“

## Petition gegen den Bildungsplan
Der Realschullehrer Gabriel Stängle startete als Reaktion auf den Arbeitspapierentwurf auf der Webseite OpenPetition eine Petition mit dem Titel „Zukunft – Verantwortung – Lernen: Kein Bildungsplan 2015 unter der Ideologie des Regenbogens“, die sich vor allem gegen den Aspekt der Akzeptanz sexueller Vielfalt im Entwurf richtete. Stängle kritisierte einen zu starken Fokus auf dem bloßen Aneinanderreihen verschiedener Lobbyisteninteressen unter neu geschaffenen Schlagwörtern wie „LSBTTI“ und „sexueller Vielfalt“ und wertete die Verankerung der Akzeptanz sexueller Vielfalt im Unterricht als „pädagogische, moralische und ideologische Umerziehung an den allgemeinbildenden Schulen.“
Die Petition forderte konkret:
- „ein klares Zeichen […] zu einer verantwortungsbewussten Sexualpädagogik und ein Nein zur Überbetonung einzelner Gruppen […]“
- „den Erhalt des vertrauensvollen Verhältnisses von Schule und Elternhaus und den sofortigen Stopp einer propagierenden neuen Sexualmoral.“
- „ein uneingeschränktes Ja zum Wissenschaftsprinzip in [der] Schule […]“ und die Ablehnung „ideologischer Kampfbegriffe“
- „die Orientierung an den Werten unseres Grundgesetzes, das den Schutz von Ehe und Familie […] verteidigt“
- „die Suizidgefährdung bei homosexuellen Jugendlichen nicht nur als Problemanzeige zu benennen, sondern deren Ursachen zu erforschen und Präventionen aufzuzeigen.[…]“
- „eine Gewaltprävention gegen alle Formen von Ausgrenzung, die nicht erst ein Klima von „Opfern“ und „Tätern“ herbeiredet und sich dann als deren Lösung ausgibt.[…]“

Eine erste Fassung der Petition warf unter anderem den sogenannten LSBTTI-„Lobbygruppen“ eine „ideologische Umerziehung“ und eine „in-Haft-Nahme“ des Lehrkörpers vor, deren Kampf gegen Homophobie strukturelle Gewalt fördern würde. Sie verstieß in dieser Form gegen die Nutzungsbedingungen des Betreibers und musste überarbeitet werden.
Die Petition wurde am 27. Januar 2014 der Vorsitzenden des Petitionsausschusses des baden-württembergischen Landtages überreicht. Laut Stängle unterschrieben 192.000 Menschen die Petition, davon ca. 82.000 Baden-Württemberger. 49.505 Menschen unterzeichneten die Petition handschriftlich.
Die Petition wurde unter anderem auch vom baden-württembergischen Landesverband der AfD sowie von der pietistischen Deutschen Evangelischen Allianz beworben. Die meisten Stimmen wurden über die Petitionswebseite bildungsplan2015.de gewonnen, die von Unterstützern Stängles betrieben wird, gefolgt von der Internet-Plattform Politically Incorrect und Spiegel Online.

## Kritik an der Petition gegen den Bildungsplan
Das Kultusministerium kritisierte, die Petition suggeriere, „dass die vorgesehenen Leitprinzipien in ihrer Gesamtheit unter dem Aspekt der sexuellen Vielfalt betrachtet werden sollen“. Dies sei jedoch lediglich ein Thema unter vielen. Die Petition mache Stimmung gegen Offenheit und Toleranz, zeichne Zerrbilder und versuche Ängste gegenüber dem neuen Bildungsplan zu schüren. Vollkommen „absurd“ sei die Behauptung, das Kultusministerium wolle die Schüler pädagogisch und moralisch umerziehen. Eine solche Behauptung und Wortwahl zeige den dogmatischen Hintergrund der Verfasser.
Als Reaktion auf die Petition von Gabriel Stängle wurden im Januar 2014 eine Gegenpetition und eine von Campact initiierte „Vielfalt gewinnt“ Kampagne gestartet.
Die Gegenpetition fand über 92.000 Unterzeichner, die Campact-Kampagne „Vielfalt gewinnt“ erreichte ca. 142.000 Unterschriften.
Das Netzwerk LSBTTIQ Baden-Württemberg kritisierte die Petition und sieht die homo- und transphoben Kommentare unter dieser als Zeichen für das Ausmaß entsprechender Einstellungen in der Gesellschaft. Doro Mitz, die Vorsitzende der Gewerkschaft Erziehung und Wissenschaft, kritisierte die diskriminierende Grundhaltung der Petition.

## Kritik am Bildungsplanentwurf
Der Fraktionschef der CDU im Landtag Peter Hauk erklärte, er könne die Ängste der Bildungsplangegner verstehen. Wenn man die Diskussion um Toleranz im Bildungsplan führe, müsse man auch tolerant sein gegenüber denjenigen, die andere Auffassungen verträten. Bezogen auf das Arbeitspapier kommentierte die Bildungsjournalistin Heike Schmoll: „Wer das liest, wird sich des Eindrucks kaum erwehren können, dass es sich eher um ein in den Lehrplan umgewandeltes Parteiprogramm handelt als um Bildungsziele.“ Die Bildungspolitikerin Sabine Kurtz (CDU) kritisierte die zu prominente Stellung der Homosexualität und forderte, zusammen mit FDP-Fraktionschef Hans-Ulrich Rülke, einen Schwerpunkt auf heterosexuellen Beziehungen und Ehe.
Der Philologenverband äußerte sich prinzipiell befürwortend gegenüber dem Ziel der Akzeptanz sexueller Vielfalt. Er forderte jedoch, der Toleranz gegenüber unterschiedlichen religiösen oder weltanschaulichen Standpunkten, verschiedener Herkunft oder körperlichen Beeinträchtigungen einen ebenso starken Stellenwert im Bildungsplan einzuräumen.
Die Kirchen in Baden-Württemberg positionierten sich kritisch gegenüber den Leitprinzipien des Bildungsplanes und verwehrten sich gegen „Instrumentalisierung, Ideologisierung und Indoktrination“ vor allem auch „im sensiblen Bereich der sexuellen Identität“. Die Petition Stängles unterstützten die Kirchen jedoch explizit nicht. Kirchenvertreter kritisierten, dass der Referenzrahmen des christlichen Menschenbildes im Bildungsplan nicht erkennbar sei, und beriefen sich auf entsprechende Paragraphen der Landesverfassung. Die Deutsche Evangelische Allianz kritisierte zudem die im Bildungsplan angestrebte gleichwertige Darstellung von Homosexualität mit Ehe und Familie, die dem Grundgesetz widerspräche, und rief zur Unterstützung der Petition Stängles auf.

## Befürworter des Bildungsplanentwurfs
Kultusminister Andreas Stoch (SPD) kritisierte Vorwürfe der Bildungsplangegner, die Thematisierung der sexuellen Vielfalt würde zu einer Frühsexualisierung der Schüler führen oder das klassische Familienmodell in Frage stellen, als Verleumdung. Es sei nicht geplant, das Lehrbuch Sexualpädagogik der Vielfalt von Elisabeth Tuider, auf das sich die Gegner bei diesen Vorwürfen bezogen hatten, als Teil des Bildungsplans in der Schule einzusetzen. Weiter „dürfe das ‚Gender Mainstreaming‘ und damit die ‚Dekonstruktion von Wertestrukturen‘ nicht die Grundlage des Bildungsplans sein.“
Der Professor für Geschichtsdidaktik Martin Lücke begrüßte die geplante fächerübergreifende Thematisierung des Themas geschlechtlicher Identitäten, da sich in Schulbüchern zurzeit kaum Materialien für entsprechende Unterrichtseinheiten fänden.
Befürwortet wurden der Bildungsplan und seine Inhalte unter anderem vom Landeselternbeirat und dem Landesschülerbeirat. Beide befürworteten die Thematisierung sexueller Vielfalt in der Schule und sahen keine Gefahr einer „Indoktrinierung“ durch den Bildungsplan.
Die Gewerkschaft Erziehung und Wissenschaft (GEW), deren Arbeitsgruppe die kritisierten Abschnitte des Arbeitspapiers mit erarbeitet hatte, unterstützte ebenso den Bildungsplan. Im Verlauf der Debatte setzte die GEW sich aber ebenfalls für eine allgemeinere Toleranzleitlinie ein, die sexuelle Vielfalt neben weiteren Aspekten beinhalten sollte, und forderte eine Erprobung und Verschiebung des Bildungsplans.

## Konsequenzen und Auswirkungen
Gegen Petent Stängle wurden mehrere Dienstaufsichtsbeschwerden sowie eine Strafanzeige wegen Volksverhetzung gestellt, die allerdings alle abgewiesen bzw. eingestellt wurden. Im Januar 2014 trat Stängele von seinem Posten als Referatsleiter beim baden-württembergischen Realschullehrerverband, der sich von den Inhalten der Petition distanziert hatte, zurück.
Am 27. März 2014 traf sich Ministerpräsident Kretschmann mit führenden Vertretern der evangelikalen und pietistischen Bewegung in Baden-Württemberg in Stuttgart zum Austausch. Kretschmann bewertete das Gespräch als offen und vertrauensvoll. Es habe zur „Versachlichung der Debatte um den Stellenwert von sexueller Vielfalt geführt“. Obwohl er das Vorhaben seiner Regierung bekräftigte, das Thema künftig an den Schulen intensiver und fächerübergreifend zu behandeln, kündigte er, bevor der Bildungsplan zur Anhörung und Abstimmung vor den Landtag kommt, eine Überarbeitung an.
Im April 2014 änderte die Landesregierung ihren Entwurf für den Bildungsplan und gab bekannt, dem Thema „Sexuelle Vielfalt“ keine „solitäre Rolle“ mehr geben zu wollen. Die bisher vorgesehenen fünf „Leitprinzipien“ wurden in „Leitperspektiven“ umbenannt und um eine sechste „Bildung für Toleranz und Akzeptanz von Vielfalt“ ergänzt, die die Toleranz gegenüber sexuellen Minderheiten gleichberechtigt neben der Toleranz gegenüber ethnischen, nationalen, religiösen oder weltanschaulichen Minderheiten enthält. Zu von Kultusminister Stoch erklärten Korrekturen äußerte sich die oppositionelle CDU zurückhaltend und sprach von „kosmetischen Korrekturen“, die Bürger würden auch die „willkürlich gesetzten“ fünf Leitprinzipien in Frage stellen.
Der bildungspolitische Sprecher der FDP-Landtagsfraktion, Timm Kern, reagierte wohlwollend auf die Ankündigung: „Jetzt ist die Chance da, dass sich die Debatte versachlicht.“ Für die „auch von großen Emotionen“ geprägte Diskussion sei die Landesregierung aufgrund ihres „ungeschickten Agierens selbst verantwortlich“.
Am 24. April 2014 beschloss schließlich die Landesregierung, den Bildungsplan auf das Schuljahr 2016/2017 zu verschieben und neu zu formulieren. Insbesondere sollen die „Leitperspektiven“ umfassend umgearbeitet werden.

## Proteste:Demo für Alle

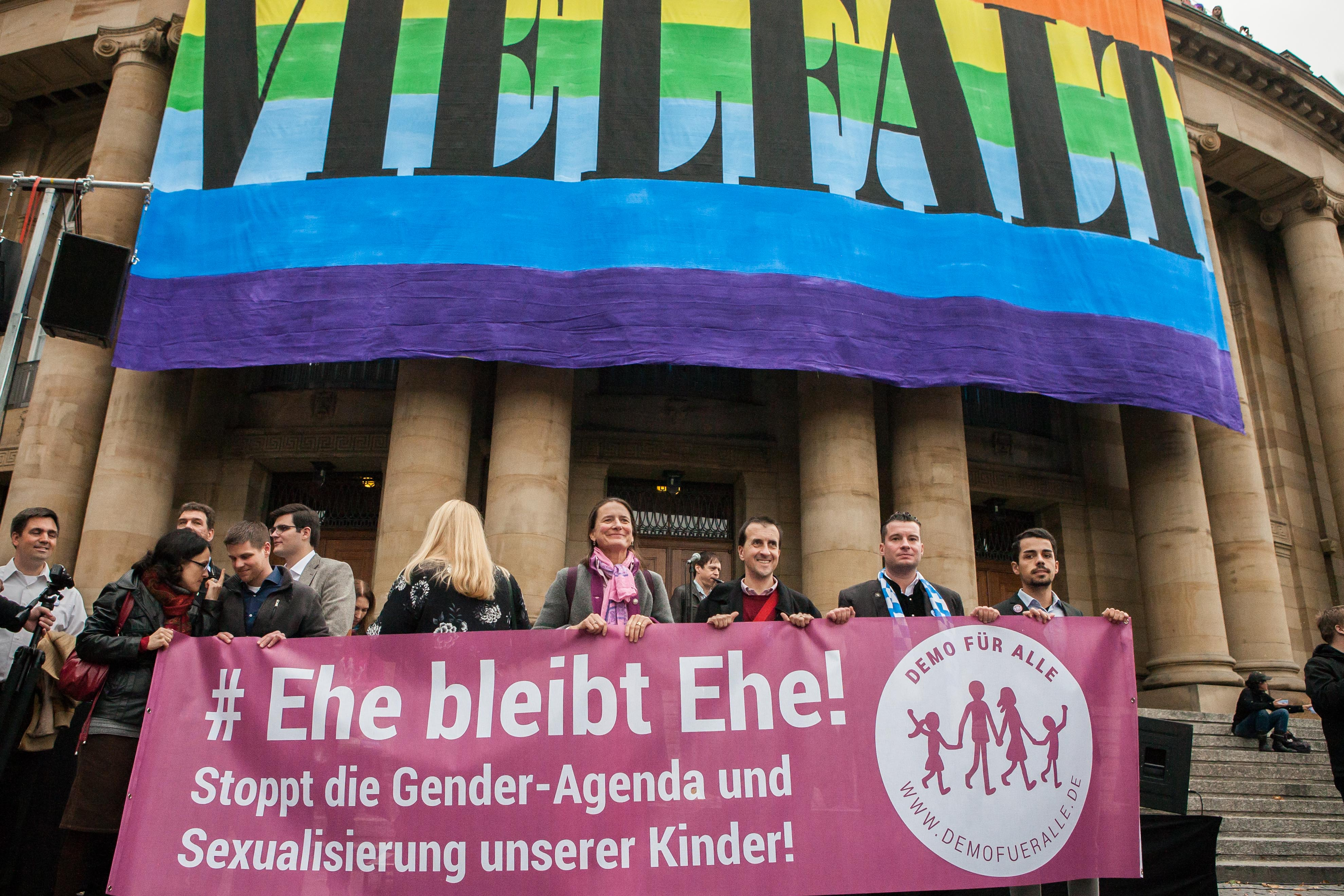
Demonstranten der „Demo für Alle“ vor einer Kunstaktion der Oper Stuttgart für (sexuelle) Vielfalt

Im Zuge der Debatte erfolgten mehrere Kundgebungen und Demonstrationen von Kritikern des Bildungsplans in der Stuttgarter Innenstadt, die wiederum teils gewalttätige Gegendemonstrationen hervorriefen. Die Proteste wurden als Teil der Anti-Gender-Bewegungen in Europa gesehen.
Die bildungsplankritischen Demonstrationen wurden anfangs von der Initiative Besorgte Eltern Baden-Württemberg, später aber vor allem von der Initiative Familienschutz und deren Vorsitzender, der Aktivistin Hedwig von Beverfoerde, organisiert. Unterstützt wurden die Demonstrationen unter anderem von der AfD-Politikerin und Kollegin Beverfoerdes Beatrix von Storch sowie von der Deutschen Vereinigung für eine Christliche Kultur von Mathias von Gersdorff und den Publizistinnen Birgit Kelle und Gabriele Kuby. Teilweise beteiligten sich auch rechtsextreme Gruppierungen, wie z. B. die Identitäre Bewegung, an den Protesten, von denen sich die Initiatoren jedoch distanzierten. Sowohl inhaltlich als auch optisch lehnten sich diese Demonstrationen deutlich an die französische La-Manif-pour-tous-Bewegung an und fanden unter dem Namen der deutschen Übersetzung „Demo für Alle“ statt. Inhaltlich positionierten sie sich vor allem gegen den Bildungsplan sowie gegen eine „Frühsexualisierung von Kindern“, später aber auch gegen den „Aktionsplan für Akzeptanz und gleiche Rechte“ der grün-roten Landesregierung. Weitere Positionen waren die Forderung nach dem allgemeinen Schutz der traditionellen Ehe sowie die Ablehnung der gleichgeschlechtlichen Ehe. Auf der Demonstration im April 2014 wurden Grußworte der Oppositionspolitiker Peter Hauk (CDU) und Hans-Ulrich Rülke (FDP) verlesen, in denen der Entwurf für den Bildungsplan kritisiert wurde. Die Grußworte wurden von einzelnen Abgeordneten der grün-roten Regierungsparteien als „Fischen nach Stimmen am rechten Rand“ kritisiert. Nach Einschätzung von Angelika Strube „erfüllt nicht trotz, sondern wegen ihrer Andersartigkeit die Stuttgarter »Demo für alle« in Bezug auf die Wahlerfolge der AfD in Baden-Württemberg eine ähnliche, werbende Funktion, wie dies in Thüringen, Sachsen und Sachsen-Anhalt die völkischen Auftritte Björn Höckes tun.“
Position bezogen gegen diese Demonstrationen und ihre Inhalte wurde unter anderem von den Grünen, der Linken, Christopher Street Day (CSD) Stuttgart, dem Landesfrauenrat, der Oper Stuttgart, der Linksjugend solid und vom grünen Oberbürgermeister Fritz Kuhn. Inhaltlich positionierten sich diese Gruppen vor allem gegen Homophobie und für die Akzeptanz sexueller Vielfalt sowie für eine Öffnung der Ehe und für ein Adoptionsrecht für Homosexuelle. Diese Gruppen organisierten Gegendemonstrationen, die teilweise zu Blockaden der „Demo für Alle“ und in einigen Fällen zu Gewalt gegen deren Demonstranten und Polizisten sowie Festnahmen führten. Ähnliche Demonstrationen und Gegendemonstrationen, teilweise organisiert von den gleichen Akteuren und im Kontext ähnlicher schulpolitischer Debatten, fanden in Hannover statt.
Im Kontext dieser Debatte wurde ein Brandanschlag auf eine Firma von Beverfoerdes an der Geschäftsadresse von Demo für Alle verübt. Von Storch und von Beverfoerde waren neben anderen Aktivisten und Politikern Inhalt des provokanten Theaterstückes Fear des Regisseurs Falk Richter, welches sich kritisch mit dem Erstarken rechtsnationaler und christlich-fundamentalistischer Bewegungen auseinandersetzt, und versuchten erfolglos, gerichtlich dagegen vorzugehen.

## Verabschiedung und Inhalt des Bildungsplans
Als eine seiner letzten Amtshandlungen unterschrieb der scheidende baden-württembergische Kultusminister Andreas Stoch Ende März 2016 den überarbeiteten Bildungsplan, der damit im August 2016 in Kraft trat. Lehrern und Schulleitern wurde der Bildungsplan vor Beginn des neuen Schuljahres vorgestellt. Neu ist nun, dass ein Bildungsplan für Haupt- und Werkrealschulen, Realschulen und Gemeinschaftsschulen gleichermaßen gilt, für Gymnasien und Grundschulen gelten separate Pläne. Übergänge zwischen den Schularten sollen erleichtert werden, indem verbundene Fächer zu Einzelfächern aufgelöst werden. Für Hauptschulen, Realschulen, Gemeinschaftsschulen und Gymnasien wird als neues Fach Wirtschaft/Berufs- und Studienorientierung eingeführt.
Die „Akzeptanz sexueller Vielfalt“, die im Entwurf Kritik und Proteste hervorgerufen hatte, wurde in eine allgemeine Leitperspektive „Toleranz und Akzeptanz von Vielfalt“ aufgenommen. Deren Kernanliegen sei, „Respekt sowie die gegenseitige Achtung und Wertschätzung von Verschiedenheit zu fördern. Grundlagen sind die Menschenwürde, das christliche Menschenbild sowie die staatliche Verfassung mit dem besonderen Schutz von Ehe und Familie“ (siehe auch Art. 6 GG).

## Vergleich mit anderen Bundesländern
Neben dem Bundesland Baden-Württemberg haben bereits in den vergangenen Jahren unter anderem die Bundesländer Bremen, Berlin, Nordrhein-Westfalen und Rheinland-Pfalz ihre jeweiligen Bildungspläne überarbeitet und das Thema Sexuelle Vielfalt mit dem dazugehörigen Themengebiet Homosexualität als sexuelle Orientierung und deren Akzeptanz in ihre Bildungspläne aufgenommen. Das Thema wird in diesen Bundesländern fächerübergreifend und altersgerecht behandelt.
Das Bundesland Niedersachsen zog 2014 entsprechend nach und reformierte seine Bildungs- und Lehrpläne, wonach künftig die sexuelle Vielfalt altersgerecht vermittelt werden soll. Auch in Hessen sollte ein Aktionsplan für Akzeptanz und Vielfalt gemäß dem Koalitionsvertrag zwischen CDU und Bündnis 90/Die Grünen erarbeitet werden.